# Bogdan Vaštšuk
Bogdan Vaštšuk (Tallinn, 4 ottobre 1995) è un calciatore estone, attaccante dell'Al-Shabab e della nazionale estone.

## Carriera

### Club
Ha giocato nella massima serie dei campionati lettone, bulgaro, estone e polacco.

### Nazionale
Ha giocato nelle nazionali giovanili estoni Under-16, Under-17, Under-19 ed Under-21.
Il 24 marzo 2021 ha esordito con la nazionale maggiore estone giocando l'incontro perso 2-6 contro la Rep. Ceca, valido per le qualificazioni al campionato mondiale di calcio 2022.

## Statistiche

### Cronologia presenze e reti in nazionale
| Cronologia completa delle presenze e delle reti in nazionale ― Estonia | Cronologia completa delle presenze e delle reti in nazionale ― Estonia | Cronologia completa delle presenze e delle reti in nazionale ― Estonia | Cronologia completa delle presenze e delle reti in nazionale ― Estonia | Cronologia completa delle presenze e delle reti in nazionale ― Estonia | Cronologia completa delle presenze e delle reti in nazionale ― Estonia | Cronologia completa delle presenze e delle reti in nazionale ― Estonia | Cronologia completa delle presenze e delle reti in nazionale ― Estonia |
| Data                                                                   | Città                                                                  | In casa                                                                | Risultato                                                              | Ospiti                                                                 | Competizione                                                           | Reti                                                                   | Note                                                                   |
| ---------------------------------------------------------------------- | ---------------------------------------------------------------------- | ---------------------------------------------------------------------- | ---------------------------------------------------------------------- | ---------------------------------------------------------------------- | ---------------------------------------------------------------------- | ---------------------------------------------------------------------- | ---------------------------------------------------------------------- |
| 24-3-2021                                                              | Lublino                                                                | Estonia                                                                | 2 – 6                                                                  | Rep. Ceca                                                              | Qual. Mondiali 2022                                                    | -                                                                      | 82’                                                                    |
| 27-3-2021                                                              | Minsk                                                                  | Bielorussia                                                            | 4 – 2                                                                  | Estonia                                                                | Qual. Mondiali 2022                                                    | -                                                                      |                                                                        |
| 31-3-2021                                                              | Solna                                                                  | Svezia                                                                 | 1 – 0                                                                  | Estonia                                                                | Amichevole                                                             | -                                                                      | 88’                                                                    |
| 1-6-2021                                                               | Vilnius                                                                | Lituania                                                               | 0 – 1                                                                  | Estonia                                                                | Coppa del Baltico 2021                                                 | -                                                                      | 87’                                                                    |
| 4-6-2021                                                               | Helsinki                                                               | Finlandia                                                              | 0 – 1                                                                  | Estonia                                                                | Amichevole                                                             | -                                                                      | 65’                                                                    |
| 10-6-2021                                                              | Tallinn                                                                | Estonia                                                                | 2 – 1                                                                  | Lettonia                                                               | Coppa del Baltico 2021                                                 | -                                                                      | 49’                                                                    |
| 11-10-2021                                                             | Tallinn                                                                | Estonia                                                                | 0 – 1                                                                  | Galles                                                                 | Qual. Mondiali 2022                                                    | -                                                                      | 82’                                                                    |
| 23-9-2022                                                              | Tallinn                                                                | Estonia                                                                | 2 – 1                                                                  | Malta                                                                  | UEFA Nations League 2022-2023 - 1º turno                               | -                                                                      | 68’                                                                    |
| 26-9-2022                                                              | Serravalle                                                             | San Marino                                                             | 0 – 4                                                                  | Estonia                                                                | UEFA Nations League 2022-2023 - 1º turno                               | -                                                                      | 66’                                                                    |
| 16-11-2022                                                             | Riga                                                                   | Lettonia                                                               | 1 – 1 (5 – 3 dtr)                                                      | Estonia                                                                | Coppa del Baltico 2022                                                 | -                                                                      | 66’                                                                    |
| 19-11-2022                                                             | Tallinn                                                                | Estonia                                                                | 2 – 0                                                                  | Lituania                                                               | Coppa del Baltico 2022                                                 | -                                                                      | 84’                                                                    |
| 13-10-2023                                                             | Tallinn                                                                | Estonia                                                                | 0 – 2                                                                  | Azerbaigian                                                            | Qual. Euro 2024                                                        | -                                                                      | 74’                                                                    |
| 17-10-2023                                                             | Tallinn                                                                | Estonia                                                                | 1 – 1                                                                  | Thailandia                                                             | Amichevole                                                             | -                                                                      | 46’                                                                    |
| 16-11-2023                                                             | Tallinn                                                                | Estonia                                                                | 0 – 2                                                                  | Austria                                                                | Qual. Euro 2024                                                        | -                                                                      | 71’                                                                    |
| 19-11-2023                                                             | Solna                                                                  | Svezia                                                                 | 2 – 0                                                                  | Estonia                                                                | Qual. Euro 2024                                                        | -                                                                      | 56’                                                                    |
| Totale                                                                 |                                                                        | Presenze                                                               | 15                                                                     |                                                                        | Reti                                                                   | 0                                                                      |                                                                        |

## Palmarès

### Club

#### Competizioni nazionali
- Coppa d'Estonia: 1

Levadia Tallinn: 2020-2021